# Villaviciosa de Odón
Villaviciosa de Odón là một đô thị trong Cộng đồng Madrid, Tây Ban Nha. Đô thị Villaviciosa de Odón có diện tích 68,17 km², dân số theo điều tra năm 2010 của Viện thống kê quốc gia Tây Ban Nha là 26.725 người. Đô thị Villaviciosa de Odón nằm ở khu vực có độ cao 650 mét trên mực nước biển. Cự ly so với Madrid là 14,5 km.